# Fonds-des-Nègres
Fonds-des-Nègres (em crioulo, Fondènèg), é uma comuna do Haiti, situada no departamento do Nippes e no arrondissement de Miragoâne. De acordo com o censo de 2003, sua população total é de 9.202 habitantes.